# Catherinehof
Ekaterinhof ou Catherinehof (en russe : Екатеринго́ф ; en allemand : Katharinenhof : « La Cour de Catherine ») est un parc insulaire historique situé dans le sud-ouest de Saint-Pétersbourg, en Russie. Son nom provient de 1711, lorsque Pierre le Grand a offert l'île et les terres adjacentes le long de la rivière Ekateringofka à son épouse Catherine (Catherine Ire de Russie), dont ils commémorent le nom. Le domaine, situé sur l'île d'Ekateringofski, couvre une superficie de 33 hectares.

## Histoire

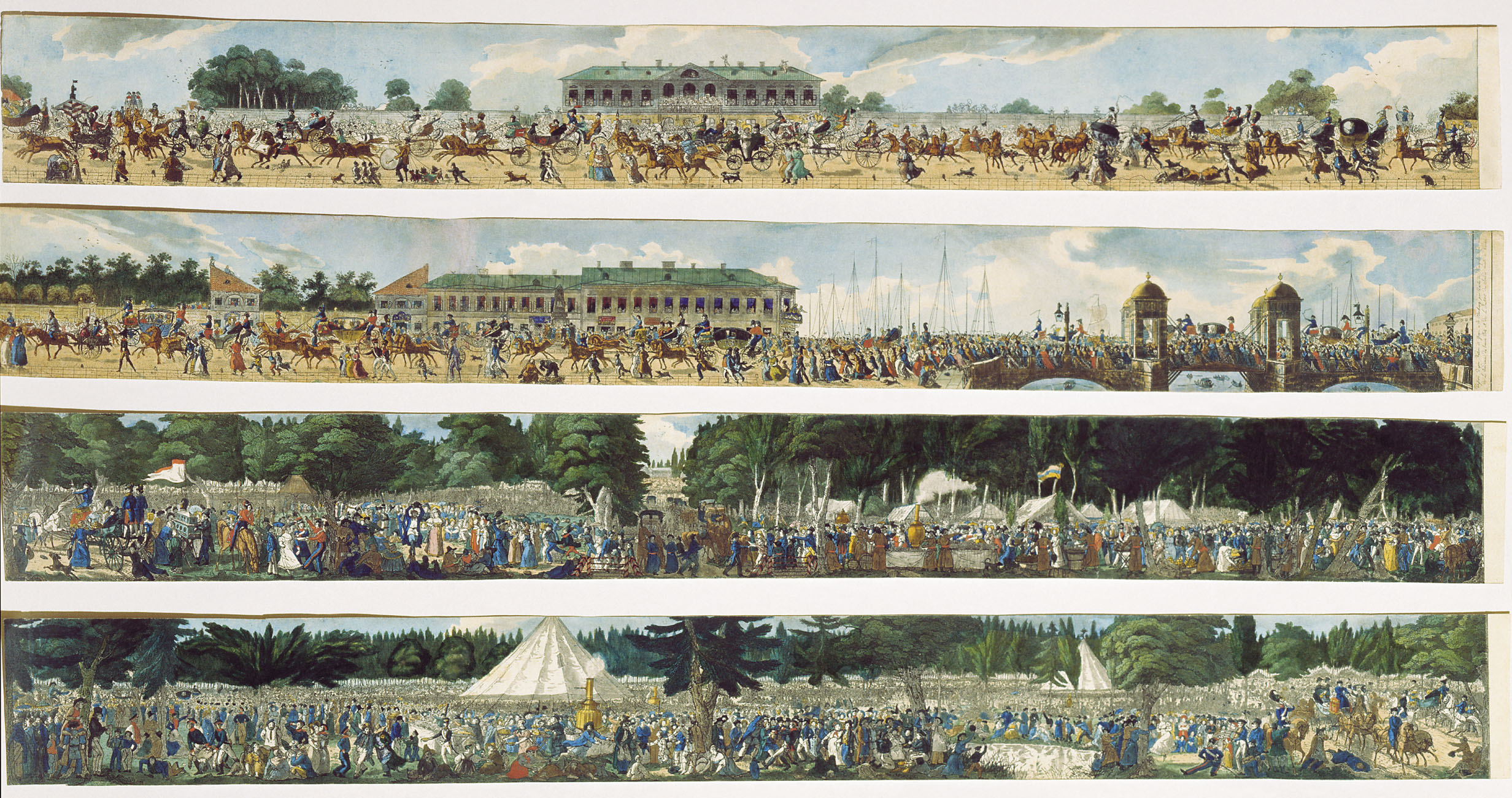
Festival à Catherinehof par Carl von Hampeln.

L'empereur a apparemment conçu Catherinehof en 1711 comme le premier domaine impérial situé sur la route menant de la capitale à sa principale résidence d'été, Peterhof. Il s'agissait d'un palais en bois de style hollandais.
Projet favori de Pierre Ier, le domaine fut abandonné après sa mort. Sa nièce, l'impératrice Anne (règne de 1730 à 1740), ajouta deux ailes au palais, mais elles furent démolies en 1779. Comme les monarques successifs préférèrent développer Tsarskoïe Selo comme résidence d'été, Catherinehof souffrit de négligence jusqu'en 1800, lorsque l'empereur Paul en fit don à sa maîtresse, Anna Gagarina.
Quatre ans plus tard, le domaine passa à la ville de Saint-Pétersbourg, qui l'aménagea en parc d'attractions municipal, avec de nombreux pavillons de jardin et un « vauxhall » pour les exercices musicaux construits sur le terrain. Le palais principal abritait une bibliothèque et un musée dédiés à Pierre Ier. Le parc Pierre Ier fut considérablement agrandi et devint si populaire auprès des Pétersbourgeois que l'on peut trouver des allusions à celui-ci dans des œuvres telles que l'Histoire de ma vie de Casanova et les romans de Dostoïevski.

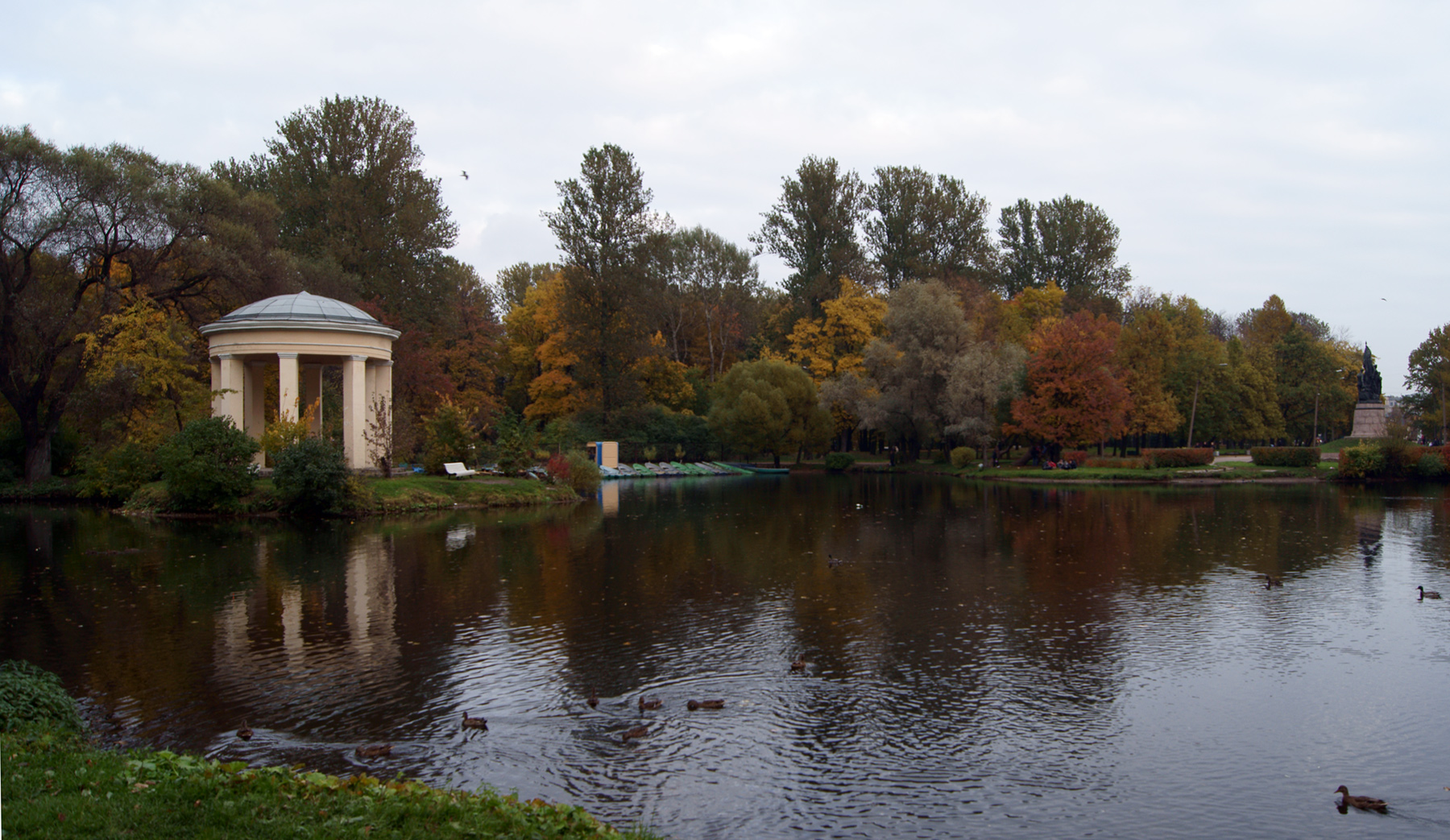
Parc Catherinehof.

Avec le début de la révolution industrielle, le quartier autrefois calme et isolé est devenu une banlieue industrielle de la capitale russe. Le parc est tombé à l'abandon après que le palais ait été détruit par un incendie en 1924,. Il y a plusieurs années, un fonds privé a annoncé son intention de reconstruire le palais abandonné.
Trois ans après la Seconde Guerre mondiale qui a gravement endommagé la ville, le parc a été relancé sous un nouveau nom commémorant le 30e anniversaire de la ligue nationale de jeunesse communiste Komsomol. Il a retrouvé son nom initial en 1992.
L'église Sainte-Catherine a été fondée à Catherinehof en 1703 et, selon la légende locale, aurait été le témoin du mariage secret de Pierre Ier et de Catherine en 1707. Konstantin Thon a remplacé l'ancienne église par un édifice beaucoup plus grand dans son style russo-byzantin caractéristique ; mais l'immense bâtiment à cinq dômes a été remanié dans les années 1890 avant d'être démoli par les Soviétiques en 1929.

## Liens
- Hayden, Peter, Russian Parks and Gardens, Frances Lincoln, 2006 (ISBN 978-0-7112-2430-8)
- Дубяго Т. В. Русские регулярные сады и парки [Russian Regular Gardens and Parks]. Leningrad, 1963.